# Coupe de Pologne de football 2017-2018
Navigation
Coupe de Pologne 2016-2017 Coupe de Pologne 2018-2019
La Coupe de Pologne de football 2017-2018 (Puchar Polski w piłce nożnej 2017-2018 en polonais) est la 64e édition de la Coupe de Pologne, qui oppose chaque année les clubs des trois premières divisions de Pologne ainsi que les seize vainqueurs des coupes régionales. La compétition commence le 14 juillet 2017 et se termine le 2 mai 2018.
L'Arka Gdynia met pour la deuxième fois de son histoire son titre en jeu, après avoir disposé du Lech Poznań après prolongation lors de l'édition précédente.
Le vainqueur de l'épreuve se qualifie pour le deuxième tour préliminaire de la Ligue Europa 2018-2019, sauf s'il remporte le championnat et se qualifie donc pour le premier tour de qualification de la Ligue des champions. Dans ce cas, le billet européen est attribué au deuxième du championnat, et le quatrième récupère la dernière place qualificative pour la Ligue Europa.
La finale de la Coupe de Pologne se déroule au stade national de Varsovie le 2 mai. Elle oppose l'Arka Gdynia, présent à ce stade de la compétition pour la deuxième année consécutive, au Legia Varsovie, détenteur du record du nombre de victoires dans la compétition. C'est d'ailleurs ce dernier qui fait la différence dans la première demi-heure du match grâce à deux buts de Niezgoda et Cafú, et ne sera pas rattrapé au score, malgré un but de Gdynia dans les derniers instants. Il remporte ainsi son 19e titre.

## Déroulement de la compétition
Comme lors de la précédente édition, la compétition débute par un tour préliminaire qui concerne les six équipes les moins bien classées de deuxième division l'année précédente, ainsi que les clubs engagés en troisième division en 2016-2017 et les seize vainqueurs des coupes régionales.
Les deux tours suivants voient l'entrée en lice du reste des clubs de deuxième division, puis de première division.
Jusqu'au stade des huitièmes de finale, la compétition se déroule sur le format de matchs simples, puis pour les quarts et les demies, sur celui de matchs aller et retour. La finale se joue sur un seul match.

## Nombre d'équipes par division et par tour
- Date d'entrée des clubs :
  - Tour préliminaire : 6 clubs les moins bien classés de 2e division 2016-2017, 18 clubs de 3e division 2016-2017, 16 vainqueurs de coupes régionales ;
  - 1er tour : 12 clubs les mieux classés de 2e division 2016-2017 ;
  - 16es de finale : 16 clubs de 1re division 2016-2017.

| Divisions \ Manches    | Tour prélim. (20 matches) | 1er tour (16 matches) | Seizièmes de finale | Huitièmes de finale | Quarts de finale | Demi- finales | Finale |
| ---------------------- | ------------------------- | --------------------- | ------------------- | ------------------- | ---------------- | ------------- | ------ |
| Ekstraklasa 16 équipes | non présents              | 2                     | 2 + 14              | 11                  | 5                | 4             | 2      |
| I liga 18 équipes      | 6                         | 3 + 10                | 8 + 2               | 4                   | 3                | aucun         | aucun  |
| II liga 18 équipes     | 14                        | 10                    | 3                   | aucun               | aucun            | aucun         | aucun  |
| III liga               | 17                        | 7                     | 3                   | 1                   | aucun            | aucun         | aucun  |
| IV liga                | 3 (1 forf.)               | aucun                 | aucun               | aucun               | aucun            | aucun         | aucun  |
| Clubs amateurs         | aucun                     | aucun                 | aucun               | aucun               | aucun            | aucun         | aucun  |
| Total                  | 40                        | 32                    | 32                  | 16                  | 8                | 4             | 2      |

## Le parcours des clubs de première division
Les deux clubs promus d'Ekstraklasa font leur entrée dans la compétition lors du premier tour. Les autres commencent la coupe au tour suivant.
Voici leur parcours respectif :
| Club                         | Parcours lors de la saison 2016-17 | Parcours cette saison                                           |
| ---------------------------- | ---------------------------------- | --------------------------------------------------------------- |
| Arka Gdynia                  | Vainqueur                          | Finaliste – Battu par le Legia Varsovie                         |
| Lech Poznań                  | Finaliste                          | Seizièmes de finale – Éliminé par le Pogoń Szczecin             |
| Pogoń Szczecin               | Demi-finales                       | Huitièmes de finale – Éliminé par le Bytovia Bytów (D2)         |
| Wisła Cracovie               | Quarts de finale                   | Huitièmes de finale – Éliminé par le Korona Kielce              |
| Górnik Zabrze (P)            | Huitièmes de finale                | Demi-finales – Éliminé par le Legia Varsovie                    |
| Jagiellonia Białystok        | Huitièmes de finale                | Seizièmes de finale – Éliminé par le Zagłębie Lubin             |
| Lechia Gdańsk                | Huitièmes de finale                | Seizièmes de finale – Éliminé par le Bytovia Bytów (D2)         |
| Śląsk Wrocław                | Huitièmes de finale                | Seizièmes de finale – Éliminé par l'Arka Gdynia                 |
| Bruk-Bet Termalica Nieciecza | Seizièmes de finale                | Huitièmes de finale – Éliminé par le Chojniczanka Chojnice (D2) |
| Cracovia                     | Seizièmes de finale                | Huitièmes de finale – Éliminé par le Zagłębie Lubin             |
| Korona Kielce                | Seizièmes de finale                | Demi-finales – Éliminé par l'Arka Gdynia                        |
| Legia Varsovie               | Seizièmes de finale                | Vainqueur – Bat l'Arka Gdynia                                   |
| Piast Gliwice                | Seizièmes de finale                | Huitièmes de finale – Éliminé par le Chrobry Głogów (D2)        |
| Sandecja Nowy Sącz (P)       | Seizièmes de finale                | Huitièmes de finale – Éliminé par le Górnik Zabrze              |
| Zagłębie Lubin               | Seizièmes de finale                | Quarts de finale – Éliminé par le Korona Kielce                 |
| Wisła Płock                  | 1er tour                           | Seizièmes de finale – Éliminé par le Wisła Cracovie             |

## Compétition

### Tour préliminaire
Les clubs marqués d'un astérisque sont les vainqueurs des seize coupes régionales.
Les matchs ont lieu les 14, 15, 16 et 18 juillet 2017.
| Club (division)                     | Score             | Club (division)          | Affluence |
| ----------------------------------- | ----------------- | ------------------------ | --------- |
| KSZO Ostrowiec Świętokrzyski (D4) * | 1 – 1 (3 – 2 tab) | Warta Poznań (D3)        | 1 000     |
| Świt Nowy Dwór Mazowiecki (D4) *    | 5 – 0             | Odra Opole (D2)          | 500       |
| Wda Świecie (D4) *                  | 1 – 3             | Radomiak Radom (D3)      | 420       |
| Warta Sieradz (D4) *                | 0 – 0 (4 – 2 tab) | Stomil Olsztyn (D2)      |           |
| Polonia Środa Wielkopolska (D4) *   | 1 – 2             | ROW Rybnik (D3)          | 1 400     |
| Rekord Bielsko-Biała (D4) *         | 2 – 6             | GKS Bełchatów (D3)       | 1 000     |
| Stal Rzeszów (D4) *                 | 3 – 3 (7 – 6 tab) | Olimpia Zambrów (D4)     | 500       |
| Gryf Słupsk (D5) *                  | 2 – 4             | MKS Kluczbork (D3)       | 900       |
| Stilon Gorzów Wielkopolski (D4) *   | 1 – 3             | Puszcza Niepołomice (D2) | 350       |
| Ruch Zdzieszowice (D4) *            | 3 – 3 (3 – 1 tab) | Olimpia Elbląg (D3)      | 300       |
| Podhale Nowy Targ (D4) *            | 0 – 1             | Siarka Tarnobrzeg (D3)   |           |
| Sokół Ostróda (D4) *                | 2 – 0             | Polonia Varsovie (D4)    | 980       |
| Zagłębie II Lubin (D4) *            | 0 – 1             | Gryf Wejherowo (D3)      |           |
| MKP Szczecinek (D5) *               | 0 – 7             | Błękitni Stargard (D3)   |           |
| ŁKS Łomża (D4) *                    | 2 – 4             | Bytovia Bytów (D2)       |           |
| Chełmianka Chełm (D4) *             | 1 – 0             | Rozwój Katowice (D3)     | 800       |
| Kotwica Kołobrzeg (D4)              | 0 – 2             | GKS Tychy (D2)           | 1 500     |
| Legionovia Legionowo (D3)           | 3 – 1             | Znicz Pruszków (D3)      |           |
| Wisła Puławy (D3)                   | 3 – 2             | Raków Częstochowa (D2)   | 700       |
| Polonia Bytom (D5)                  | 0 – 3 (forfait)   | Stal Stalowa Wola (D3)   |           |

### Premier tour
Les matchs ont lieu les 22, 23 et 26 juillet 2017.
| Club (division)                   | Score             | Club (division)                 | Affluence |
| --------------------------------- | ----------------- | ------------------------------- | --------- |
| GKS Bełchatów (D3)                | 2 – 1             | Wigry Suwałki (D2)              | 1 021     |
| MKS Kluczbork (D3)                | 0 – 3             | Chrobry Głogów (D2)             | 500       |
| Siarka Tarnobrzeg (D3)            | 1 – 0             | GKS Katowice (D2)               | 1 380     |
| Świt Nowy Dwór Mazowiecki (D4)    | 2 – 2 (5 – 4 tab) | Olimpia Grudziądz (D2)          | 300       |
| Wisła Puławy (D3)                 | 2 – 2 (4 – 3 tab) | Pogoń Siedlce (D2)              | 825       |
| KSZO Ostrowiec Świętokrzyski (D4) | 0 – 1             | Stal Mielec (D2)                | 1 600     |
| Stal Rzeszów (D4)                 | 1 – 3             | Miedź Legnica (D2)              | 1 000     |
| Radomiak Radom (D3)               | 1 – 1 (2 – 4 tab) | Podbeskidzie Bielsko-Biała (D2) | 3 300     |
| Legionovia Legionowo (D3)         | 1 – 4             | Chojniczanka Chojnice (D2)      | 300       |
| ROW Rybnik (D3)                   | 0 – 2             | Górnik Zabrze (D1)              | 5 516     |
| Warta Sieradz (D4)                | 1 – 5             | Sandecja Nowy Sącz (D1)         | 1 000     |
| Chełmianka Chełm (D4)             | 0 – 3             | Zagłębie Sosnowiec (D2)         | 1 000     |
| Puszcza Niepołomice (D2)          | 0 – 1             | GKS Tychy (D2)                  | 600       |
| Sokół Ostróda (D4)                | 2 – 1 (a.p.)      | Stal Stalowa Wola (D3)          | 950       |
| Ruch Zdzieszowice (D4)            | 2 – 1             | Gryf Wejherowo (D3)             | 400       |
| Błękitni Stargard (D3)            | 1 – 2             | Bytovia Bytów (D2)              | 800       |

### Seizièmes de finale
Les matchs ont lieu les 8, 9 et 10 août 2017.
| Club (division)                | Score             | Club (division)                   | Affluence |
| ------------------------------ | ----------------- | --------------------------------- | --------- |
| Sokół Ostróda (D4)             | 1 – 3             | Górnik Zabrze (D1)                | 2 214     |
| Miedź Legnica (D2)             | 1 – 2             | Sandecja Nowy Sącz (D1)           | 2 100     |
| GKS Bełchatów (D3)             | 0 – 3             | Chojniczanka Chojnice (D2)        | 996       |
| Siarka Tarnobrzeg (D3)         | 1 – 4 (a.p.)      | Bruk-Bet Termalica Nieciecza (D1) | 1 000     |
| Wisła Puławy (D3)              | 1 – 4             | Legia Varsovie (D1)               | 3 930     |
| Ruch Zdzieszowice (D4)         | 2 – 1             | Górnik Łęczna (D2)                | 600       |
| Pogoń Szczecin (D1)            | 3 – 0             | Lech Poznań (D1)                  | 5 903     |
| Bytovia Bytów (D2)             | 1 – 0             | Lechia Gdańsk (D1)                | 2 009     |
| Świt Nowy Dwór Mazowiecki (D4) | 1 – 3             | Podbeskidzie Bielsko-Biała (D2)   | 900       |
| Arka Gdynia (D1)               | 4 – 2 (a.p.)      | Śląsk Wrocław (D1)                | 6 548     |
| Stal Mielec (D2)               | 0 – 2             | Piast Gliwice (D1)                | 3 049     |
| Ruch Chorzów (D2)              | 1 – 3             | Chrobry Głogów (D2)               | 3 365     |
| GKS Tychy (D2)                 | 1 – 1 (1 – 4 tab) | Cracovia (D1)                     | 6 109     |
| Zagłębie Lubin (D1)            | 2 – 1             | Jagiellonia Białystok (D1)        | 4 839     |
| Zagłębie Sosnowiec (D2)        | 1 – 2 (a.p.)      | Korona Kielce (D1)                | 2 456     |
| Wisła Cracovie (D1)            | 2 – 1             | Wisła Płock (D1)                  | 7 827     |

### Huitièmes de finale
Les matchs ont lieu les 19, 20, 21, 26 et 27 septembre 2017.
| Club (division)                 | Score             | Club (division)                   | Affluence |
| ------------------------------- | ----------------- | --------------------------------- | --------- |
| Górnik Zabrze (D1)              | 3 – 2 (a.p.)      | Sandecja Nowy Sącz (D1)           | 10 038    |
| Chojniczanka Chojnice (D2)      | 2 – 1             | Bruk-Bet Termalica Nieciecza (D1) | 1 498     |
| Ruch Zdzieszowice (D4)          | 0 – 4             | Legia Varsovie (D1)               | 2 994     |
| Bytovia Bytów (D2)              | 0 – 0 (5 – 4 tab) | Pogoń Szczecin (D1)               | 1 560     |
| Podbeskidzie Bielsko-Biała (D2) | 1 – 2 (a.p.)      | Arka Gdynia (D1)                  | 4 235     |
| Chrobry Głogów (D2)             | 2 – 1             | Piast Gliwice (D1)                | 1 157     |
| Cracovia (D1)                   | 0 – 3             | Zagłębie Lubin (D1)               | 3 406     |
| Korona Kielce (D1)              | 1 – 0 (a.p.)      | Wisła Cracovie (D1)               | 5 072     |

### Quarts de finale
Les matchs ont lieu les 24, 25 et 26 octobre (aller) et 28 et 29 novembre 2017 (retour).
| Club (division)            | Score | Club (division)     | Aller | Retour | Affluences     |
| -------------------------- | ----- | ------------------- | ----- | ------ | -------------- |
| Chojniczanka Chojnice (D2) | 1 – 6 | Górnik Zabrze (D1)  | 1 – 3 | 0 – 3  | 2 183 – 10 087 |
| Bytovia Bytów (D2)         | 3 – 7 | Legia Varsovie (D1) | 1 – 3 | 2 – 4  | 2 000 – 7 240  |
| Chrobry Głogów (D2)        | 1 – 3 | Arka Gdynia (D1)    | 0 – 2 | 1 – 1  | 1 786 – 4 021  |
| Zagłębie Lubin (D1)        | 0 – 3 | Korona Kielce (D1)  | 0 – 1 | 0 – 2  | 2 893 – 7 278  |

### Demi-finales
Les matchs ont lieu les 3 et 4 avril (aller) et 17 et 18 avril 2018 (retour).
| Club (division)    | Score     | Club (division)     | Aller | Retour | Affluences      |
| ------------------ | --------- | ------------------- | ----- | ------ | --------------- |
| Górnik Zabrze (D1) | 2 – 3     | Legia Varsovie (D1) | 1 – 1 | 1 – 2  | 22 708 – 16 124 |
| Korona Kielce (D1) | 2 – 2 (e) | Arka Gdynia (D1)    | 2 – 1 | 0 – 1  | 9 678 – 6 789   |

### Finale
La finale se joue le 2 mai 2018 au stade national de Varsovie, et oppose l'Arka Gdynia, tenant du titre et présent en finale de la Coupe de Pologne pour la troisième fois seulement de son histoire (pour deux victoires en 1979 et 2017), au Legia Varsovie, détenteur du record du nombre de victoires dans la compétition (18 titres pour 23 finales jouées).
Contrairement à l'édition précédente, l'Arka ne parvient pas à garder sa cage inviolée très longtemps et accuse un déficit de deux buts à la mi-temps. Toujours autant en difficulté au retour des vestiaires, l'équipe est réduite à dix à la 71e minute de jeu, sur un tacle très appuyé de Grzegorz Piesio (en), ce qui ralentit considérablement le rythme du match. Malgré un but tardif de Dawid Sołdecki, le Legia s'impose et décroche un 19e titre.
| Titulaires :     |                   |     |
|                  |                   |     |
| 1                | Pāvels Šteinbors  |     |
| 33               | Damian Zbozień    |     |
| 29               | Michał Marcjanik  |     |
| 28               | Frederik Helstrup |     |
| 23               | Marcin Warcholak  |     |
| 4                | Dawid Sołdecki    |     |
| 8                | Marcus Vinícius   |     |
| 90               | Andriy Bogdanov   | 46e |
| 14               | Michał Nalepa     | 73e |
| 10               | Mateusz Szwoch    |     |
| 22               | Maciej Jankowski  | 46e |
|                  |                   |     |
| Remplaçants :    |                   |     |
| 80               | Krzysztof Pilarz  |     |
| 17               | Adam Marciniak    | 73e |
| 2                | Tadeusz Socha     |     |
| 18               | Krzysztof Janus   |     |
| 24               | Patryk Kun        |     |
| 13               | Grzegorz Piesio   | 46e |
| 11               | Rafał Siemaszko   | 46e |
|                  |                   |     |
| Entraîneur :     |                   |     |
| Leszek Ojrzyński |                   |     |

| Titulaires :  |                     |     |
|               |                     |     |
| 33            | Radosław Cierzniak  |     |
| 20            | Marko Vešović       |     |
| 44            | William Rémy        |     |
| 2             | Michał Pazdan       |     |
| 14            | Adam Hloušek        |     |
| 6             | Chris Philipps      |     |
| 7             | Domagoj Antolić     |     |
| 26            | Cafú                |     |
| 18            | Michał Kucharczyk   | 90e |
| 32            | Miroslav Radović    | 66e |
| 11            | Jarosław Niezgoda   | 74e |
|               |                     |     |
| Remplaçants : |                     |     |
| 1             | Arkadiusz Malarz    |     |
| 55            | Artur Jędrzejczyk   |     |
| 3             | Maurício            |     |
| 53            | Sebastian Szymański | 66e |
| 8             | Cristian Pasquato   |     |
| 22            | Kasper Hämäläinen   | 74e |
| 9             | Eduardo             | 90e |
|               |                     |     |
| Entraîneur :  |                     |     |
| Dean Klafurić |                     |     |

| Titulaires :     |                   |     |
|                  |                   |     |
| 1                | Pāvels Šteinbors  |     |
| 33               | Damian Zbozień    |     |
| 29               | Michał Marcjanik  |     |
| 28               | Frederik Helstrup |     |
| 23               | Marcin Warcholak  |     |
| 4                | Dawid Sołdecki    |     |
| 8                | Marcus Vinícius   |     |
| 90               | Andriy Bogdanov   | 46e |
| 14               | Michał Nalepa     | 73e |
| 10               | Mateusz Szwoch    |     |
| 22               | Maciej Jankowski  | 46e |
|                  |                   |     |
| Remplaçants :    |                   |     |
| 80               | Krzysztof Pilarz  |     |
| 17               | Adam Marciniak    | 73e |
| 2                | Tadeusz Socha     |     |
| 18               | Krzysztof Janus   |     |
| 24               | Patryk Kun        |     |
| 13               | Grzegorz Piesio   | 46e |
| 11               | Rafał Siemaszko   | 46e |
|                  |                   |     |
| Entraîneur :     |                   |     |
| Leszek Ojrzyński |                   |     |

| Titulaires :  |                     |     |
|               |                     |     |
| 33            | Radosław Cierzniak  |     |
| 20            | Marko Vešović       |     |
| 44            | William Rémy        |     |
| 2             | Michał Pazdan       |     |
| 14            | Adam Hloušek        |     |
| 6             | Chris Philipps      |     |
| 7             | Domagoj Antolić     |     |
| 26            | Cafú                |     |
| 18            | Michał Kucharczyk   | 90e |
| 32            | Miroslav Radović    | 66e |
| 11            | Jarosław Niezgoda   | 74e |
|               |                     |     |
| Remplaçants : |                     |     |
| 1             | Arkadiusz Malarz    |     |
| 55            | Artur Jędrzejczyk   |     |
| 3             | Maurício            |     |
| 53            | Sebastian Szymański | 66e |
| 8             | Cristian Pasquato   |     |
| 22            | Kasper Hämäläinen   | 74e |
| 9             | Eduardo             | 90e |
|               |                     |     |
| Entraîneur :  |                     |     |
| Dean Klafurić |                     |     |

## Tableau final
|  | Huitièmes de finale          | Huitièmes de finale | Huitièmes de finale |                       |       | Quarts de finale | Quarts de finale | Quarts de finale |  |  | Demi-finales | Demi-finales | Demi-finales |  |  | Finale                                  | Finale |
|  |                              |                     |                     |                       |       |                  |                  |                  |  |  |              |              |              |  |  |                                         |        |
|  |                              |                     |                     |                       |       |                  |                  |                  |  |  |              |              |              |  |  | 2 mai 2018 – stade national de Varsovie |        |
|  |                              |                     |                     |                       |       |                  |                  |                  |  |  |              |              |              |  |  |                                         |        |
|  | Cracovia                     | 0                   | -                   |                       |       |                  |                  |                  |  |  |              |              |              |  |  |                                         |        |
|  | Cracovia                     | 0                   | -                   |                       |       |                  |                  |                  |  |  |              |              |              |  |  |                                         |        |
|  | Zagłębie Lubin               | 3                   | -                   |                       |       |                  |                  |                  |  |  |              |              |              |  |  |                                         |        |
|  | Zagłębie Lubin               | 3                   | -                   | Zagłębie Lubin        | 0     | 0                |                  |                  |  |  |              |              |              |  |  |                                         |        |
|  |                              |                     |                     | Zagłębie Lubin        | 0     | 0                |                  |                  |  |  |              |              |              |  |  |                                         |        |
|  |                              | Korona Kielce       | 1                   | 2                     |       |                  |                  |                  |  |  |              |              |              |  |  |                                         |        |
|  | Korona Kielce                | Korona Kielce       | 1                   | 2                     | 1ap   | -                |                  |                  |  |  |              |              |              |  |  |                                         |        |
|  | Korona Kielce                |                     |                     |                       | 1ap   | -                |                  |                  |  |  |              |              |              |  |  |                                         |        |
|  | Wisła Cracovie               | 0                   | -                   |                       |       |                  |                  |                  |  |  |              |              |              |  |  |                                         |        |
|  | Wisła Cracovie               | 0                   | -                   | Korona Kielce         | 2     | 0                |                  |                  |  |  |              |              |              |  |  |                                         |        |
|  |                              |                     |                     | Korona Kielce         | 2     | 0                |                  |                  |  |  |              |              |              |  |  |                                         |        |
|  |                              | Arka Gdynia         | 1                   | 1E                    |       |                  |                  |                  |  |  |              |              |              |  |  |                                         |        |
|  | Chrobry Głogów               | Arka Gdynia         | 1                   | 1E                    | 2     | -                |                  |                  |  |  |              |              |              |  |  |                                         |        |
|  | Chrobry Głogów               |                     |                     |                       | 2     | -                |                  |                  |  |  |              |              |              |  |  |                                         |        |
|  | Piast Gliwice                | 1                   | -                   |                       |       |                  |                  |                  |  |  |              |              |              |  |  |                                         |        |
|  | Piast Gliwice                | 1                   | -                   | Chrobry Głogów        | 0     | 1                |                  |                  |  |  |              |              |              |  |  |                                         |        |
|  |                              |                     |                     | Chrobry Głogów        | 0     | 1                |                  |                  |  |  |              |              |              |  |  |                                         |        |
|  |                              | Arka Gdynia         | 2                   | 1                     |       |                  |                  |                  |  |  |              |              |              |  |  |                                         |        |
|  | Podbeskidzie Bielsko-Biała   | Arka Gdynia         | 2                   | 1                     | 1     | -                |                  |                  |  |  |              |              |              |  |  |                                         |        |
|  | Podbeskidzie Bielsko-Biała   |                     |                     |                       | 1     | -                |                  |                  |  |  |              |              |              |  |  |                                         |        |
|  | Arka Gdynia                  | 2ap                 | -                   |                       |       |                  |                  |                  |  |  |              |              |              |  |  |                                         |        |
|  | Arka Gdynia                  | 2ap                 | -                   | Arka Gdynia           | 1     |                  |                  |                  |  |  |              |              |              |  |  |                                         |        |
|  |                              |                     |                     | Arka Gdynia           | 1     |                  |                  |                  |  |  |              |              |              |  |  |                                         |        |
|  |                              | Legia Varsovie      | 2                   |                       |       |                  |                  |                  |  |  |              |              |              |  |  |                                         |        |
|  | Chojniczanka Chojnice        | Legia Varsovie      | 2                   | 2                     | -     |                  |                  |                  |  |  |              |              |              |  |  |                                         |        |
|  | Chojniczanka Chojnice        |                     |                     | 2                     | -     |                  |                  |                  |  |  |              |              |              |  |  |                                         |        |
|  | Bruk-Bet Termalica Nieciecza | 1                   | -                   |                       |       |                  |                  |                  |  |  |              |              |              |  |  |                                         |        |
|  | Bruk-Bet Termalica Nieciecza | 1                   | -                   | Chojniczanka Chojnice | 1     | 0                |                  |                  |  |  |              |              |              |  |  |                                         |        |
|  |                              |                     |                     | Chojniczanka Chojnice | 1     | 0                |                  |                  |  |  |              |              |              |  |  |                                         |        |
|  |                              | Górnik Zabrze       | 3                   | 3                     |       |                  |                  |                  |  |  |              |              |              |  |  |                                         |        |
|  | Górnik Zabrze                | Górnik Zabrze       | 3                   | 3                     | 3ap   | -                |                  |                  |  |  |              |              |              |  |  |                                         |        |
|  | Górnik Zabrze                |                     |                     |                       | 3ap   | -                |                  |                  |  |  |              |              |              |  |  |                                         |        |
|  | Sandecja Nowy Sącz           | 2                   | -                   |                       |       |                  |                  |                  |  |  |              |              |              |  |  |                                         |        |
|  | Sandecja Nowy Sącz           | 2                   | -                   | Górnik Zabrze         | 1     | 1                |                  |                  |  |  |              |              |              |  |  |                                         |        |
|  |                              |                     |                     | Górnik Zabrze         | 1     | 1                |                  |                  |  |  |              |              |              |  |  |                                         |        |
|  |                              | Legia Varsovie      | 1                   | 2                     |       |                  |                  |                  |  |  |              |              |              |  |  |                                         |        |
|  | Bytovia Bytów                | Legia Varsovie      | 1                   | 2                     | 0 (5) | -                |                  |                  |  |  |              |              |              |  |  |                                         |        |
|  | Bytovia Bytów                |                     |                     |                       | 0 (5) | -                |                  |                  |  |  |              |              |              |  |  |                                         |        |
|  | Pogoń Szczecin               | 0 (4)               | -                   |                       |       |                  |                  |                  |  |  |              |              |              |  |  |                                         |        |
|  | Pogoń Szczecin               | 0 (4)               | -                   | Bytovia Bytów         | 1     | 2                |                  |                  |  |  |              |              |              |  |  |                                         |        |
|  |                              |                     |                     | Bytovia Bytów         | 1     | 2                |                  |                  |  |  |              |              |              |  |  |                                         |        |
|  |                              | Legia Varsovie      | 3                   | 4                     |       |                  |                  |                  |  |  |              |              |              |  |  |                                         |        |
|  | Ruch Zdzieszowice            | Legia Varsovie      | 3                   | 4                     | 0     | -                |                  |                  |  |  |              |              |              |  |  |                                         |        |
|  | Ruch Zdzieszowice            |                     |                     |                       | 0     | -                |                  |                  |  |  |              |              |              |  |  |                                         |        |
|  | Legia Varsovie               | 4                   | -                   |                       |       |                  |                  |                  |  |  |              |              |              |  |  |                                         |        |
|  | Legia Varsovie               | 4                   | -                   |                       |       |                  |                  |                  |  |  |              |              |              |  |  |                                         |        |

## Meilleurs buteurs
4 buts
- Igor Angulo (Górnik Zabrze)
- Armando Sadiku (Legia Varsovie)
- Janusz Surdykowski (Bytovia Bytów)

3 buts
- Bartosz Biel (Bytovia Bytów)
- Dawid Flaszka (GKS Bełchatów)
- Kamil Jackiewicz (Olimpia Zambrów)
- 6 autres joueurs

Source : 90minut.pl